# Moltalk
Moltalk is een Nederlands televisieprogramma waarin het spelprogramma Wie is de Mol? wordt beschouwd door bekende Nederlanders; dit zijn vaak oud-deelnemers aan dit programma.

## Details
Vanaf het dertiende seizoen is er een voor- en nabeschouwing rondom Wie is de Mol? Deze wordt ongeveer zeven minuten voordat de uitzending begint uitgezonden via internet. Voor de televisie-uitzending wordt vooruit gekeken naar de aflevering. Achteraf wordt besproken wat er allemaal op de sociale media is gebeurd gedurende de uitzending. Dit wordt gedaan met oud-deelnemers. Eind 2015 werd bekend dat Arjen Lubach de opzet had bedacht, toen de uitzending naar tv verhuisde en omdat Rik van de Westelaken gevraagd was om te presenteren in plaats van hijzelf, toen de plek van Patrick Martens weer vrijkwam.

### Presentatie
In het dertiende en veertiende seizoen van Wie is de Mol? was de presentatie in handen van Arjen Lubach. In het veertiende seizoen werd hij bijgestaan door Kees Tol. In het vijftiende seizoen nam Vivienne van den Assem de presentatie over en werd Patrick Martens sidekick, die al eerder invaller was voor Tol in het veertiende seizoen. In het zestiende seizoen wordt de nabeschouwing live op NPO 1 uitgezonden. Rik van de Westelaken presenteert het programma, met Vivienne van den Assem als sidekick. Vanaf seizoen 17 werd Moltalk door Margriet van der Linden en Chris Zegers gepresenteerd. Marlijn Weerdenburg en Rop Verheijen nemen de presentatie vanaf het twintigste seizoen op zich. Vanaf dat seizoen wordt Moltalk uitgezonden op NPO 3 m.u.v. weekenden waarin een WK of WB schaatsen vanuit Calgary, Quebec of Salt Lake City wordt gehouden. Deze WK's en WB's worden op NPO 3 uitgezonden en dan verhuist Moltalk naar NPO 1 waar het dan direct na Wie is de Mol? wordt uitgezonden. Dit gebeurde ook op zaterdag 13 en 20 januari 2024. Ditmaal niet vanwege schaatsen, maar op 13 januari vanwege de finale van het EK waterpolo tussen Nederland en Spanje en op 20 januari 2024 vanwege Noorderslag. Deze evenementen werden eveneens op NPO 3 uitgezonden, waardoor op deze twee zaterdagen Moltalk eveneens verhuisde naar NPO 1. Bovendien wordt het vanaf dat moment definitief op NPO 1 uitgezonden, direct na Wie is de Mol?

#### Presentatieoverzicht
| Presentator             | WIDM Seizoen | WIDM Seizoen | WIDM Seizoen | WIDM Seizoen | WIDM Seizoen | WIDM Seizoen | WIDM Seizoen | WIDM Seizoen | WIDM Seizoen | WIDM Seizoen | WIDM Seizoen | WIDM Seizoen | WIDM Seizoen | WIDM Seizoen |
| Presentator             | 13           | 14           | 15           | 16           | 17           | 18           | 19           | 20           | Ren.         | 21           | 22           | 23           | 24           | 25           |
| ----------------------- | ------------ | ------------ | ------------ | ------------ | ------------ | ------------ | ------------ | ------------ | ------------ | ------------ | ------------ | ------------ | ------------ | ------------ |
| Arjen Lubach            | X            | X            |              |              |              |              |              |              |              |              |              |              |              |              |
| Kees Tol                |              | X            |              |              |              |              |              |              |              |              |              |              |              |              |
| Vivienne van den Assem  |              |              | X            | X            |              |              |              |              |              |              |              |              |              |              |
| Patrick Martens         |              |              | X            |              |              |              |              |              |              |              |              |              |              |              |
| Rik van de Westelaken   |              |              |              | X            |              |              |              |              |              |              |              |              |              |              |
| Margriet van der Linden |              |              |              |              | X            | X            | X            |              |              |              |              |              |              |              |
| Chris Zeegers           |              |              |              |              | X            | X            | X            |              |              |              |              |              |              |              |
| Rop Verheijen           |              |              |              |              |              |              |              | X            | X            | X            | X            | X            |              |              |
| Marlijn Weerdenburg     |              |              |              |              |              |              |              | X            | X            | X            | X            | X            | X            | X            |
| Splinter Chabot         |              |              |              |              |              |              |              |              |              |              |              |              | X            | X            |

### Opzet
De locatie van de eerste twee seizoenen was niet bekend, Lubach noemde het altijd de "geheime locatie midden in Amsterdam". In de voorbeschouwing, voor de uitzending op tv begon, blikte de presentator kort met de gasten vooruit en werd er een terugblik van de vorige aflevering, gemaakt door Joeri van Breukelen, vertoond. Er was een aftelklok op de achtergrond te zien waarop stond hoelang het nog duurde voor de aflevering begon. Wanneer de aflevering was afgelopen werd er eerst op de kandidatenposter afgestreept wie er af was gevallen, waarna er per opdracht met fragmenten de opvallendheden werden besproken. Meestal was er ook nog een extra beeldfragment te zien. Vervolgens werd het publiek gevraagd wat zij verdacht vonden en was er een gesprek met oud-Molkandidaten en vaak ook met de afvaller van die week. Ook waren er Twitter-vragen of verdachte hints die met de gasten behandeld werden. Aan het eind van de uitzending werden de grootste verdachten van de kijkers bekendgemaakt en mochten de gasten hun hoofdverdachte bekendmaken. Meestal was er tijdens de aflevering een officieel Molboekje te winnen. In de laatste aflevering van het seizoen waren alle kandidaten die dat jaar met de Mol meededen te gast om sociale media-vragen te beantwoorden en terug te blikken op het seizoen.
In seizoen 3 van het programma, dat hoorde bij seizoen 17 van Wie is de Mol?, veranderde de opzet van het programma licht. Het programma werd van 2015 t/m 2021 vanuit het VondelCS gepresenteerd. In 2022 werd het gepresenteerd vanuit De Hallen omdat het Vondelparkpaviljoen dat jaar verbouwd werd. In 2023 en 2024 keerde het weer terug naar het Vondelparkpaviljoen (vanaf dat jaar Vondelpark 3). In 2025 verhuisde het programma opnieuw naar De Hallen omdat ze ook dat jaar niet terecht konden in het Vondelparkpaviljoen. Dat jaar gebruikte IDFA het paviljoen als Documentairepaviljoen. De nieuwe sidekicks Patrick Martens en Vivienne van den Assem deelden nu via het tweede scherm veel intensiever de verdenkingen van thuis, kwamen ook zelf met theorieën en maakten schema's over de opdrachten. Er waren vaak voorwerpen uit de serie aanwezig. Tijdens het vierde seizoen, horend bij seizoen 16, was Moltalk op TV te zien. Aan de opzet van dit programma veranderde niets ten opzichte van seizoen 3.
Sinds seizoen 17 wordt op de woensdag vóór de eerste aflevering van Wie is de Mol? een speciale Moltalk: The Kick-off uitgezonden. Hierin wordt teruggeblikt op de vorige seizoenen met oud-kandidaten en -mollen en er wordt vooruitgeblikt door de presentator Art Rooijakkers en vanaf 2019 door Rik van de Westelaken.
De top 5 mooiste Wie is de Mol?-momenten van de afgelopen 16 jaar werd in de kick-off van 2017 bekendgemaakt. Dit was tevens de eerste uitzending die door Margriet van der Linden en Chris Zegers gepresenteerd werd. Vanaf 2018 wordt The Kick-off ingevuld als een quiz waarin oud-kandidaten het tegen elkaar opnemen. Deze gaat over hun kennis over Wie is de Mol? De winnaar van deze quiz krijgt een wisselbeker die hij of zij een jaar mag houden. In 2020 werd The Kick-off echter op de eerste zaterdag voor het begin van het nieuwe seizoen uitgezonden vanwege Nieuwjaarsdag die dat jaar op woensdag viel. Het seizoen zelf begon hierdoor een week later dan in voorgaande jaren.